# Trudie Styler
Trudie Styler (6 januari 1954, Birmingham) is een Engels actrice en producer. Ze is getrouwd met popmuzikant Sting.

## Biografie
Trudie zat op de Bristol Old Vic Theatre School in Bristol en ze speelde in die periode in een aantal BBC producties, waaronder Poldark in 1977.
Trudie was een van de executive producers van Guy Ritchies films Lock, Stock and Two Smoking Barrels en Snatch. Samen met Sting, stelde ze Madonna voor aan haar tweede echtgenoot Guy Ritchie en ze is peettante van hun zoon Rocco. 
Trudie had al sinds 1982 een relatie met Sting voordat ze op 20 augustus 1992 trouwden. Ze hebben vier kinderen: Bridget Michael (a.k.a. "Mickey" geb. 19-1-1984), Jake Sumner (geb. 24-5-1985), Eliot Paulina ("Coco" geb. 30-7- 1990) en Giacomo Luke (geb. 17-12-1995).
Het koppel heeft diverse huizen wereldwijd in hun bezit, waaronder een kasteel Lake House met een stuk land in Wiltshire, Engeland, een landhuisje in Lake District, een appartement in New York, een strandhuis in Malibu, Californië en een landgoed van 3,6 vierkante kilometer in Toscane waar biologische honing en olijfolie geproduceerd wordt voor het Londense warenhuis Harrods. Het stel heeft ook nog twee appartementen in Londen.
- Bibsys: 14029943
- Biblioteca Nacional de España: XX1342724
- Gemeinsame Normdatei: 1061830195
- International Standard Name Identifier: 0000 0001 1443 4481
- Library of Congress Control Number: nb99046244
- MusicBrainz: 61fe5c9a-55dd-403f-9f42-0589fdc5df5f
- Nationale Bibliotheek van Israël: 987007376340705171
- Système universitaire de documentation: 235512753
- Virtual International Authority File: 48723243
- WorldCat: E39PBJqfFrpPmcptxJWBxvHHmd